# Bobrîk-Druhîi, Semenivka
Bobrîk-Druhîi (în ucraineană Бобрик-Другий) este un sat în comuna Ciornîi Rih din raionul Semenivka, regiunea Cernihiv, Ucraina.

## Demografie
Componența lingvistică a localității Bobrîk-Druhîi
     Ucraineană (100%)
Conform recensământului din 2001, toată populația localității Bobrîk-Druhîi era vorbitoare de ucraineană (100%).